# Семейка Брейди
«Семейка Брейди» (англ. The Brady Bunch) — американский комедийный телесериал, который транслировался на канале ABC с 26 сентября 1969 по 8 марта 1974 года. Роберт Рид, Флоренс Хендерсон и Энн Б. Дейвис сыграли главные роли в шоу, которое рассказывало об овдовевшем отце с тремя сыновьями, который женится на вдове с тремя дочерьми.
Когда сериал стартовал в 1969 году, он получал в основном негативные отзывы от критиков и никогда не попадал в Топ 10 самых популярных программ. ABC закрыл шоу после пяти сезонов, когда проект достиг минимального порога количества эпизодов для синдикации. Несмотря на это, программа считается одним из наиболее значимых ситкомов семидесятых благодаря своему последующему успеху в синдикации и выпуску дополнительной продукции, в том числе ланч-боксов, поваренных книг, театральных шоу и т. д. Сериал достиг успеха у молодой аудитории из-за значительного присутствия на первом плане персонажей-подростков, а актеры, в частности Морин Маккормик и Кристофер Найт, в свою очередь быстро достигли известности и часто появлялись на обложках журналов для тинейджеров. Благодаря успеху повторов шоу было снято четыре телесериала – спин-оффа в последующие два десятилетия, четыре телефильма, записано два музыкальных альбома и несколько синглов, а в 1995 году был снят первый из двух полнометражных фильмов, в которых снялись Шелли Лонг и Гэри Коул. 31 июля 2012 года было объявлено, что CBS готовит одноимённый телесериал-перезагрузку, сюжет которого будет вокруг взрослого Бобби Брейди, который после развода вступает в повторный брак.